# Josh Klinghoffer
 Der er for få eller ingen kildehenvisninger i denne artikel, hvilket er et problem. Du kan hjælpe ved at angive troværdige kilder til de påstande, som fremføres i artiklen.

Joshua Adam Klinghoffer (født 3. oktober 1979) er en amerikansk guitarist, bedst kendt for hans rolle som guitarist i rockbandet Red Hot Chili Peppers. Klinghoffer har indspillet et studiealbum med bandet, I'm With You og den tilhørende bonussammenflætning I'm Beside You og i 2016 også albummet  The Getaway. I 2009 erstattede Klinghoffer den daværende guitarist John Frusciante som guitarist i bandet. I 2012 blev Klinghoffer, som den yngste person nogensinde, en del af det amerikanske Rock and Roll Hall of Fame sammen med Red Hot Chili Peppers og tidligere medlemmer derfra.
Klinghoffer er multi-instrumentalist og spiller oftest guitar og trommer, men synger også lead- og backup-vokal. Udover hans deltagelse i Red Hot Chili Peppers er han frontmand i bandet Dot Hacker. Klinghoffer har yderligere også taget del i en række andre projekter med blandt andre John Frusciante, Ataxia og The Bicycle Thief.

## Discography
Som Josh Klinghoffer
- Bob and the Monster Original Score (2013)

Som Pluralone
- Io Sono Quel Che Sono/Menina Mulher Da Pele Preta 7" (2019)[2]
- To Be One With You (2019)
- You Don't Know What You're Doing b/w Overflowing (2020)[3]
- Obscene b/w Fairy Tale (2020)[4]
- Nowhere I Am b/w Directrix (2020)
- I Don't Feel Well (2020)
- Mother Nature (EP) (2021)
- Stretch The Truth b/w Green & Gold (digital 2021/7" 2022)
- Wile b/w Remembered (digital 2021/7" 2022)
- Across The Park b/w Sevens (digital 2021/7" 2022)

Med Dot Hacker
- Dot Hacker EP (2012)
- Inhibition (2012)
- How's Your Process? (Work) (2014)
- How's Your Process? (Play) (2014)
- N°3 (2017)
- Divination b/w Divination (Pre-production) (2021)
- Neon Arrow b/w Rewire (2021)

Med Chad Smith
- "Jeepster/Monolith" (2019) (Record Store Day exclusive 7")[5]

Med Red Hot Chili Peppers
- I'm with You (2011)
- Red Hot Chili Peppers Live: I'm with You (2011)
- Official Bootlegs (2011-2018)
- 2011 Live EP (2012)
- Rock & Roll Hall of Fame Covers EP (2012)
- I'm with You Sessions (2012–2013)
- I'm Beside You (2013)
- The Getaway (2016)
- Live in Paris EP (2016)

Med John Frusciante
- Shadows Collide With People (2004)
- The Will to Death (2004)
- Automatic Writing as Ataxia (2004)
- Inside of Emptiness (2004)
- A Sphere in the Heart of Silence (2004) (credited to both Frusciante and Klinghoffer)
- AW II as Ataxia (2007)
- The Empyrean (2009)

Med Bob Forrest
- You Come and Go Like a Pop Song as The Bicycle Thief (1999)
- California Clam Chowder as Thelonious Monster (2004)
- Modern Folk and Blues: Wednesday as Bob Forrest (2006)
- Rare as The Bicycle Thief (2014)
- Birthday Cake Rarities as The Bicycle Thief (2020)
- Oh That Monster as Thelonious Monster (2020)

Med Golden Shoulders
- Let My Burden Be (2002)
- Friendship Is Deep (2004)
- Get Reasonable (2009)
- Could This Be the End (2019)

Andre optrædener
- Song Yet to Be Sung – Perry Farrell (2001) "Did You Forget"
- Blowback – Tricky (2001)
- The Roads Don't Love You – Gemma Hayes (2005)
- Dog Problems – The Format (2006)
- The Peel Sessions 1991-2004 – PJ Harvey (2006)
- A Loveletter to the Transformer / The Diary of Ic Explura Pt. 1 – Toni Oswald (2007)
- Nun Lover! – Spleen (2007)
- The Deep Blue – Charlotte Hatherley (2007)
- Stainless Style – Neon Neon (2008)
- The Odd Couple – Gnarls Barkley (2008)
- The Blue God – Martina Topley-Bird (2008)
- Exquisite Corpse – Warpaint (2008)
- Chains – Pocahaunted (2008)
- The Silence of Love – Headless Heroes (2008)
- The Last Laugh – Joker's Daughter (2009)
- "GJ and the PimpKillers" – Bambi Lee Savage (2009)
- Pop Killer – Paul Oakenfold (2010)
- The Danger of Light – Sophie Hunger (2012)
- Emmaar – Tinariwen (2014)
- Nothing Without Love – Nate Ruess (2015)
- AhHa – Nate Ruess (2015)
- Earthling – Eddie Vedder (2021)